# Sayshell
Sayshell es un planeta ficticio de la Saga de la Fundación, serie de novelas del escritor de ciencia ficción Isaac Asimov. Éste aparece concretamente en Los límites de la Fundación, cuarta novela de la saga en orden cronológico y en el que se desarrolla una parte de la trama.

## Política e historia
Sayshell es el planeta capital de la Unión de Sayshell, que cubre el sector galáctico que lleva su nombre. Su capital planetaria es la Ciudad de Sayshell.
Durante la época del Mulo Sayshell se mantuvo libre de la influencia de éste gracias a la firma de un tratado de neutralidad y hasta los hechos acontecidos en Gaia, se mantiene también independiente de la Confederación de la Fundación.
Sayshell fue colonizado desde Comporellon (antiguo Mundo de Baley) tras la segunda ola de colonizadores terrestres.

## Cultura y tradiciones
- Los sayshellianos muestran un gran orgullo dada su independencia de la Fundación y, por siglos antes, haber permanecido neutrales y fuera de la influencia del Mulo.

- El acontecimiento tradicional más importante del planeta es el llamado Día de Vuelo, celebrado anualmente desde hace milenios, en el que se dedica una jornada a la reflexión, al recogimiento y a la evocación de los Tiempos de Vuelo, situados en la época preimperial, tiempos legendarios -tal como son descritos- en los que la Tierra logró liberarse de sus opresores (los llamados Mundos Espaciales) y se inició una segunda ola de colonización que se extendió por toda la Galaxia (ver Robots e Imperio). Los sayshellianos creen firmemente que su planeta fue colonizado directamente por terrestres, aunque la realidad es ligeramente distinta.

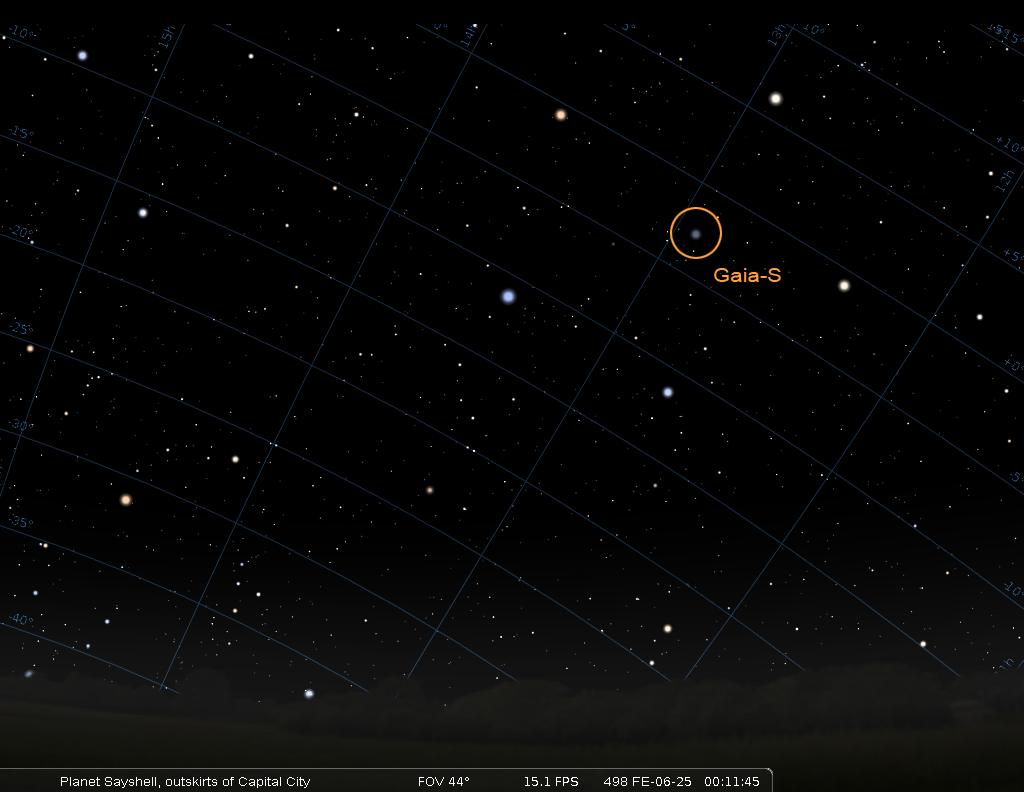
Recreación artística del cielo de Sayshell

- Recreación artística del cielo de SayshellResultado de otra leyenda, independiente de los Tiempos de Vuelo, es el mito tabú de Gaia, un planeta misterioso del cual los sayshellianos rehúyen hablar y tratan de apartar de sus conciencias para no atraer la mala suerte. Como se relata, el sol de Gaia se sitúa en el centro de una constelación de forma pentagonal, casi regular, llamada Las Cinco Hermanas o simplemente El Pentágono. La historia de Sayshell cuenta la creencia general de que el Mulo era gaiano, ya que durante la firma del tratado de neutralidad éste manifestó: "Ni siquiera yo me acercaré a Gaia" y un sayshelliano casualmente le escuchó añadir en un murmullo: "otra vez".

- Otros detalles menores sobre la cultura sayshelliana son su gastronomía, la cual es ensalzada por Golan Trevize en un restaurante y durante una cena con un profesor de la Universidad, así como el extravagante y colorido modo de vestir local, la ilegible tipografía sayshelliana y la costumbre de usar las iniciales personales en forma apelativa. Por otro lado existe una claro guiño a la India por parte de Asimov, que se desprende de la descripción del acento sayshelliano, de los nombres y apellidos de sus paisanos y del propio nombre del planeta, aludiendo a las Islas Seychelles, en el Océano Índico.

## Personajes sayshellianos
- Jogoroth Sobhaddartha, inspector de aduanas.
- Namarath Godhisavatta, director de aduanas.
- Sotayn Quintesetz, profesor del Departamento de Historia Antigua de la Universidad de Sayshell.

## Trama
El episodio de Sayshell, al igual que el resto de Los límites de la Fundación, se desarrolla en el año 498 de la Era Fundacional. Golan Trevize y Janov Pelorat, protagonistas de la novela, se dirigen al Sector de Sayshell en busca de información sobre Gaia. Munn Li Compor, consejero de la Fundación y agente encubierto de la Segunda Fundación, sigue a la nave de Trevize con el objetivo de recabar información para el orador Stor Gendibal y tratar de influir en las psiques de ambos protagonistas. Siguiendo el orden cronológico de la Saga de la Fundación, en Sayshell se hace mención por primera vez a los robots, en el marco del folklore sayshelliano.

## Planetas relacionados directamente
- Gaia
- Términus